# Nikolauskirche (Mundelsheim)

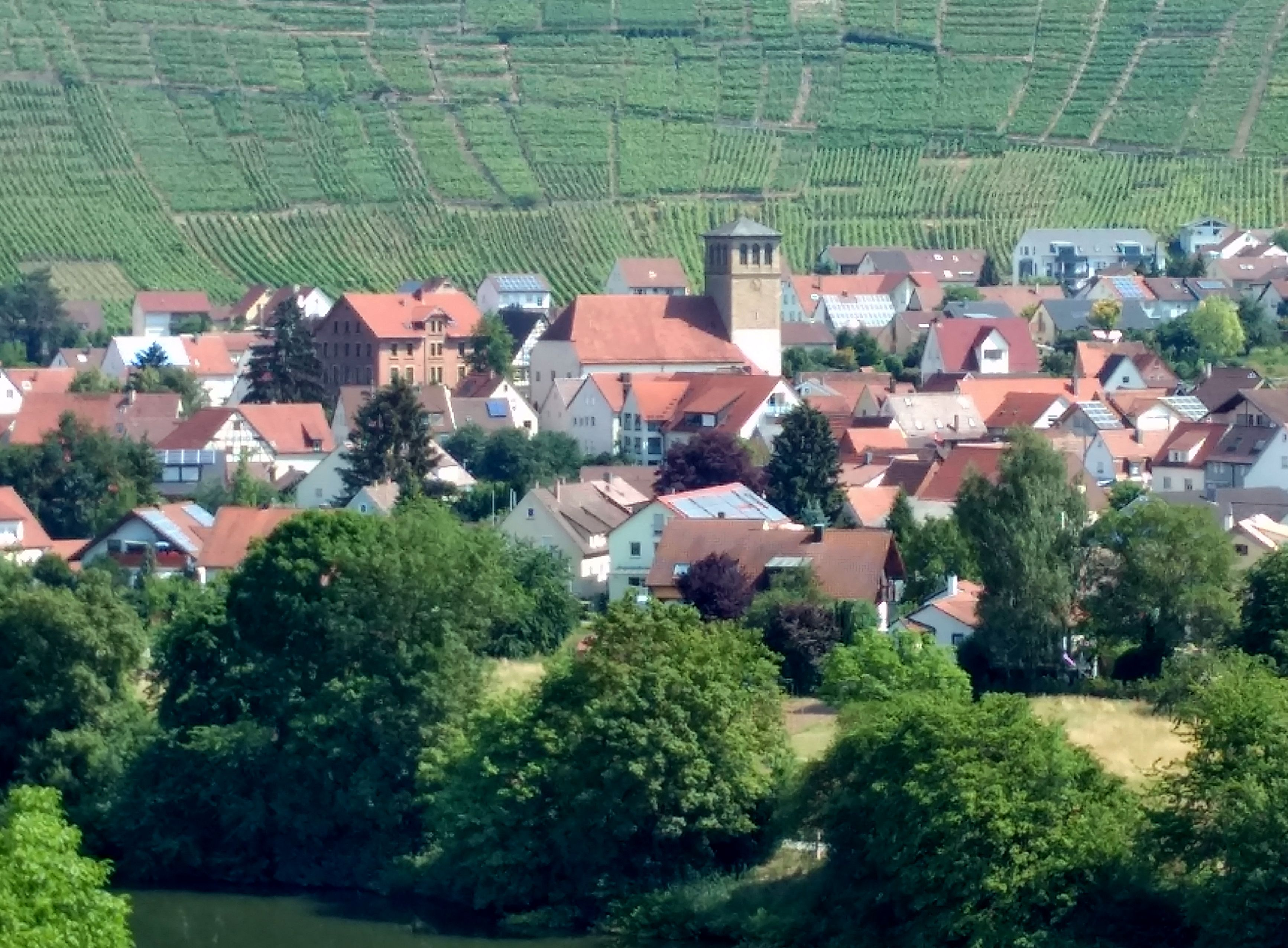
Nikolauskirche Mundelsheim von Südwesten

Die Nikolauskirche ist eine der beiden evangelischen Kirchen in Mundelsheim im Landkreis Ludwigsburg. Ihr Schutzpatron ist der Heilige Nikolaus.

## Geschichte

### Ursprünge als Nikolauskapelle
Ursprünglich war die Nikolauskirche lediglich eine vermutlich im 13. oder 14. Jahrhundert errichtete Kapelle, die 1376 als „Nikolauspfründe“ urkundlich erwähnt wird. Bis zur Reformation ist in schriftlichen Urkunden immer nur eine Kapelle erwähnt. Später wurde die Kapelle allmählich zur Ortskirche vergrößert. Für lange Zeit lag die gotische Chorturmkirche mit kreuzrippengewölbtem Rechteckchor und Wandgemälden am Ortsrand und war wohl, wie heute noch bestehende Wehrmauernreste zeigen, auch Teil der Ortsbefestigung. Hinter der Kirche führte der Ortsgraben entlang, der bis ins 20. Jh. noch aus Zeiten der Kapelle „Kappelgraben“ hieß. Auf diese Ursprünge deuten heute noch nahe gelegene Flur- und Straßennamen (z. B. die Kappelstraße nördlich des Pfarrhauses) hin.

### Erweiterungen und Renovierungen vom 14. Jahrhundert bis heute
1602/1603 wurde unter dem Superintendenten Caspar Braunmüller das Kirchenschiff wesentlich erweitert. Um ca. 1760 wurde ein barocker Orgelprospekt für die 1784 entstandene Weimer-Orgel angebracht.
1842 wurde anstelle des gotischen Turmoberteils ein neuer im Kameralamtsstil aufgesetzt. Dabei wurde der Turm bis auf das gotische Gewölbe abgetragen und in Sandstein wieder aufgebaut.
Eine erste große Renovierung wurde 1934 durch den Architekten Emil Weippert durchgeführt. Dabei erhielt das Kirchenschiff eine Kiefernholzdecke; die Kanzel wurde an die Ostwand verlegt. Größte Veränderung war die Versetzung der Orgel, die bisher auf einer Zwischendecke im Chorbogen gestanden hatte, auf die Empore an der Westseite. Dadurch wurde der Chorraum wieder für den Gottesdienstgebrauch geöffnet. Dabei wurden im Chor Freskenreste entdeckt und freigelegt. Zusätzlich wurde ein Buntglasfenster von Ernst H. Graeser mit Motiven aus dem Leben Jesu eingesetzt.
1966/1967 erfolgte eine weitere Renovierung durch Hannes Mayer. Dabei wurde die Orgel auf ihren heutigen Platz auf der Nordempore versetzt und so die Westempore für Gottesdienstbesucher geöffnet. Eine neue Ölumluftheizung wurde eingebaut, wodurch die Bänke im Kirchenschiff neu angeordnet werden konnten.
2007 wurde die bisher letzte Renovierung durchgeführt. Hierbei wurde u. a. ein Deckentragbalken im Kirchenschiff erneuert. Die Kieferndecke im Schiff wurde zum Teil ebenfalls erneuert und hell gestrichen, ebenso Wände und die Kirchenbänke. Elektrik, Beleuchtung und Lautsprecheranlage wurden renoviert und eine Projektionsleinwand in den Chorbogen eingebaut.

## Lage
Die Kirche steht im Ortszentrum auf einer Anhöhe in Ost-West-Richtung gelegen neben dem Pfarrhaus und dem Alten Schulhaus. Die Schulgasse endet hier. Die Anhöhe fällt nach Süden zur Hessigheimer Straße (Hauptstraße) ab, nach Westen hin zum Neckar.

## Ausstattung

### Wandmalereien

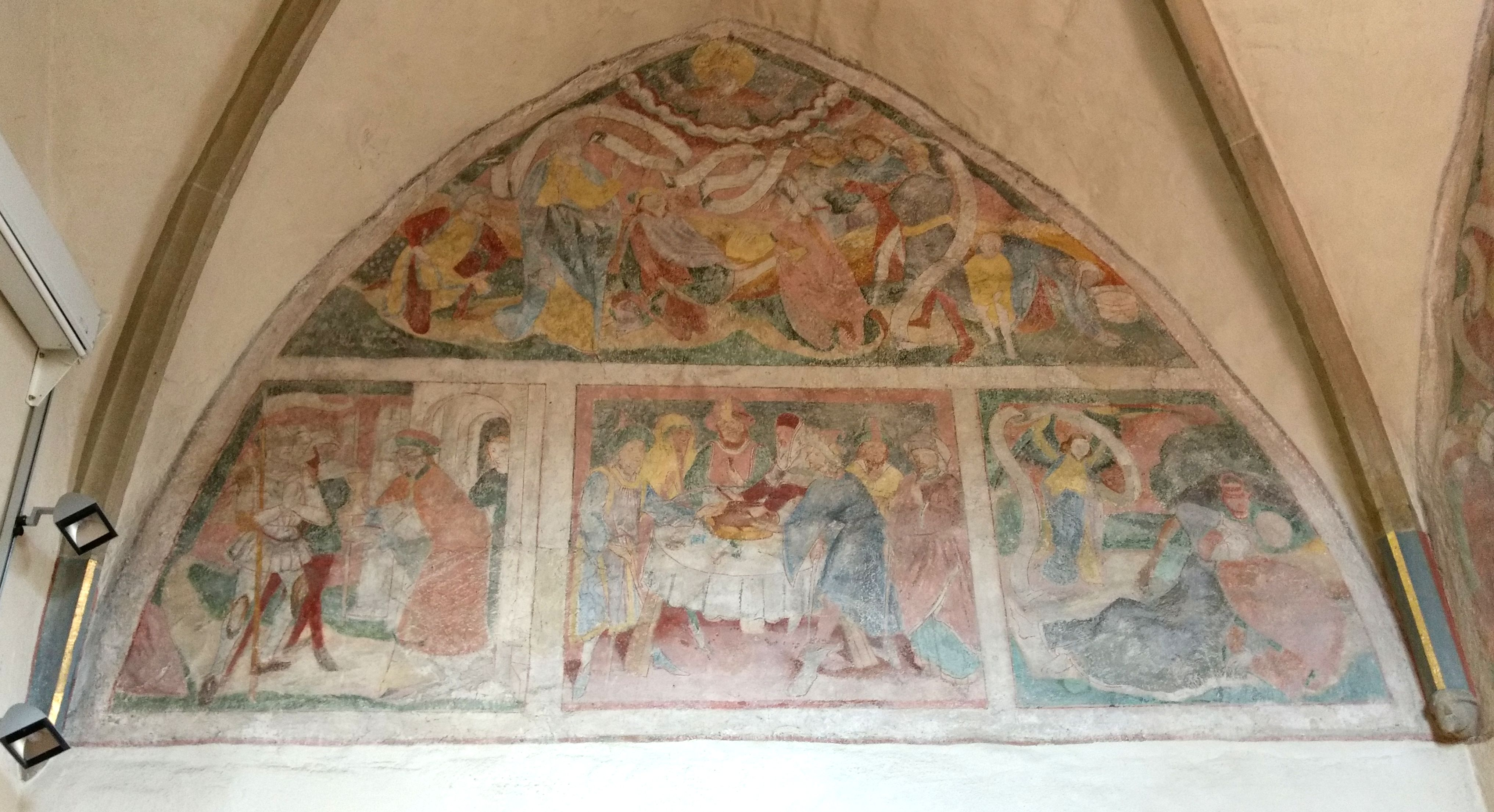
Wandmalereien Chornordwand

Die bei der Renovierung des Chores im Jahr 1934 gefundenen Wandmalereien sind vermutlich um 1780 entstanden. Sie zeigen an der Nordwand eine Mannalese, Passahfest, Melchisedek und Abraham sowie Elija und den Engel. Darüber erscheint in den Wolken Gottvater, die Hand zum Segen erhoben. An der Ostwand steht in der Mitte des Bildes der Baum des Lebens aus dem Garten Eden. In seiner Krone sitzt Jesus als Kind, eine Schlange windet sich um den Stamm. Das Jesuskind pflückt Äpfel, die der Heilige Geist an seine Mutter Maria übergibt, die diese an die Gläubigen weiterreicht. Auf der anderen Seite gegenüber ist Eva dargestellt, die Äpfel, die von der Schlange gepflückt werden, an die Sünder weitergibt.

### Orgel

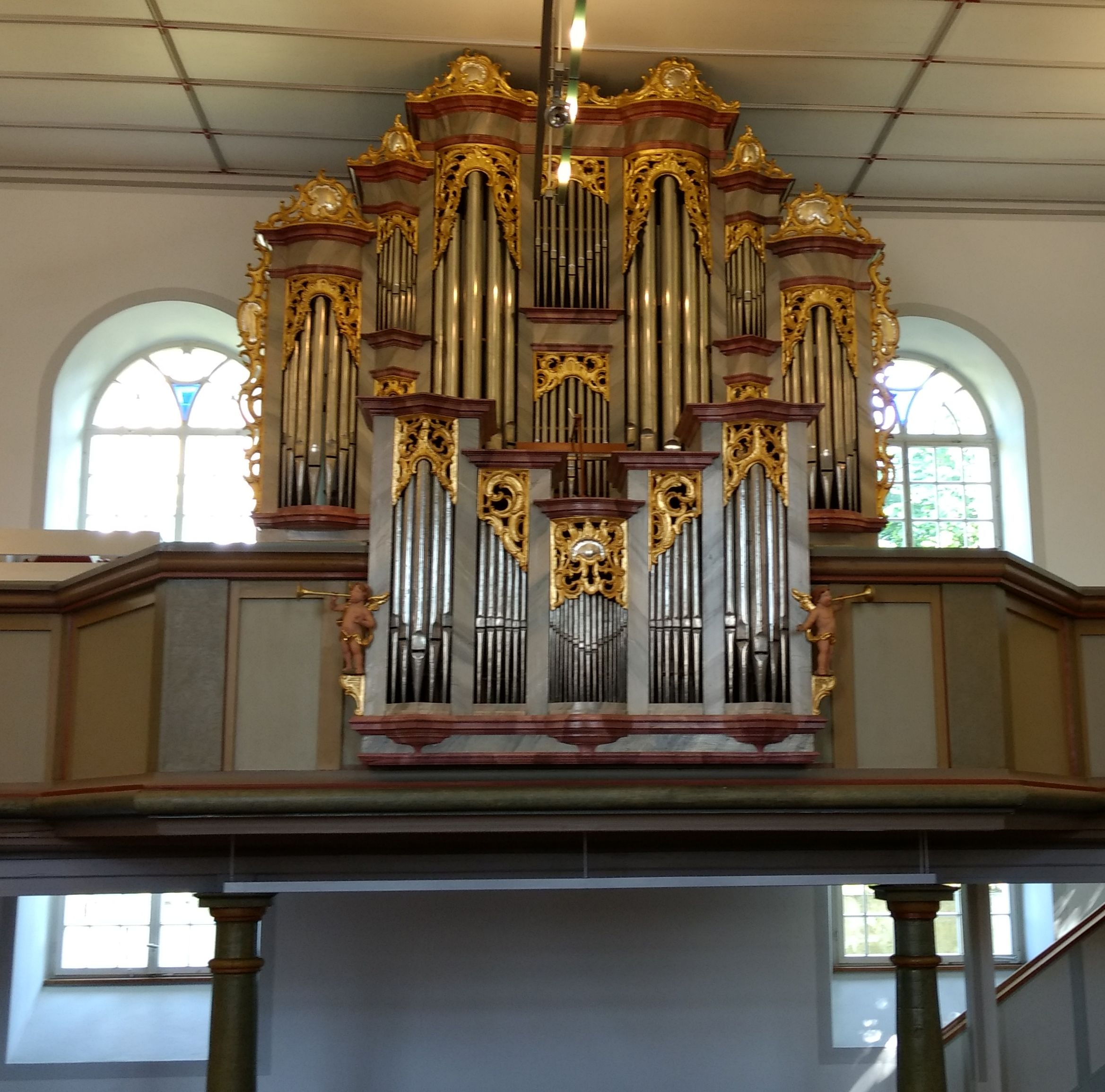
Weinmar-Orgel von 1784

1700 wurde für die Mundelsheimer Gemeinde eine Orgel mit sechs Registern in Möckmühl gekauft, die wiederum 1784 an die Kirchengemeinde in Warmbronn übergeben wurde. 
Diese Orgel war augenscheinlich für die vergrößerte Kirche zu klein, so dass 1781 eine neue Orgel bei Orgelbauer Johannes Weinmar († 1795) in Auftrag gegeben wurde.
Der Name des Orgelbauers bzw. die Schreibweise des Namens ist unklar. Obwohl eine Hinweistafel an der Kirche den Namen Weimer nennt, finden sich in der Fachliteratur neben Weinmar auch andere Schreibweisen, z. B. Weimar. Es ist auch nicht abschließend geklärt, ob für die Arbeit in Mundelsheim nicht schon Weinmars Sohn Johann Jakob Weinmar (1751–1822) verantwortlich zeigte. Der Orgelakkord (Vertrag) für eine Orgel mit zwölf Registern um 831 Gulden wurde durch J. J. Pfeiffer aus Stuttgart ausgefertigt; die Ausführung wurde an Weinmar übertragen, der auch die alte Orgel abbaute und in Warmbronn aufstellte.
Auch das Entstehungsjahr der Orgel ist unklar. Verschiedene Quellen nennen die Jahre 1781 bzw. 1784. Ein Gutachten über die Renovierung und Restaurierung der Orgel durch Richard Rensch (Lauffen am Neckar) nennt 1795 als Erbauungsjahr. Rensch spricht sich in einem eigenen Gutachten von 1967 ebenfalls für 1784 aus: „Eindeutiger Beleg hierfür ist eine entsprechende Inschrift im Windkasten der Hauptwerkslade hinter dem mittleren Spunddeckel der C-Seite…“
Eine langjährige Mundelsheimer Organistin beschreibt, dass die Orgel mehrmals restauriert und teilweise erweitert wurde durch die Orgelbaufirma Walcker, Ludwigsburg (1854), Orgelbaumeister Schäfer, Heilbronn (1877 und 1896) und schließlich Orgelbaumeister Rensch (1968).
Die Orgel wurde auch für Tonaufnahmen verwendet, so z. B. durch den Komponisten und Organisten Hans Georg Pflüger für eine Einspielung von Orgelwerken von Johann Sebastian Bach.
Die Schleifladen-Orgel mit mechanischer Spiel- und Registertraktur verfügt über 17 Register, die auf zwei Manuale und Pedal verteilt sind. Die Disposition der Weinmar-Orgel lautet wie folgt:
| I Hauptwerk C– |       |
| Principal      | 8′    |
| Grobgedeckt    | 8′    |
| Viola di Gamba | 8′    |
| Oktave         | 4′    |
| Holzflöte      | 4′    |
| Superoktave    | 2′    |
| Sesquialter II |       |
| Mixtur IV      | 1 ⁄3′ |

| II Rückpositiv C– |       |
| Lieblich Gedeckt  | 8′    |
| Principal         | 4′    |
| Spitzflöte        | 2′    |
| Quinte            | 1 ⁄3′ |
| Scharf III        | 1′    |

| Pedal C–       |       |
| Subbass        | 16′   |
| Oktavbass      | 8′    |
| Rohrpommer     | 4′    |
| Hintersatz III | 2 ⁄3′ |

- Koppeln: II/I, I/P, II/P
- Kirnberger-Stimmung

### Epitaph von Caspar Braunmüller

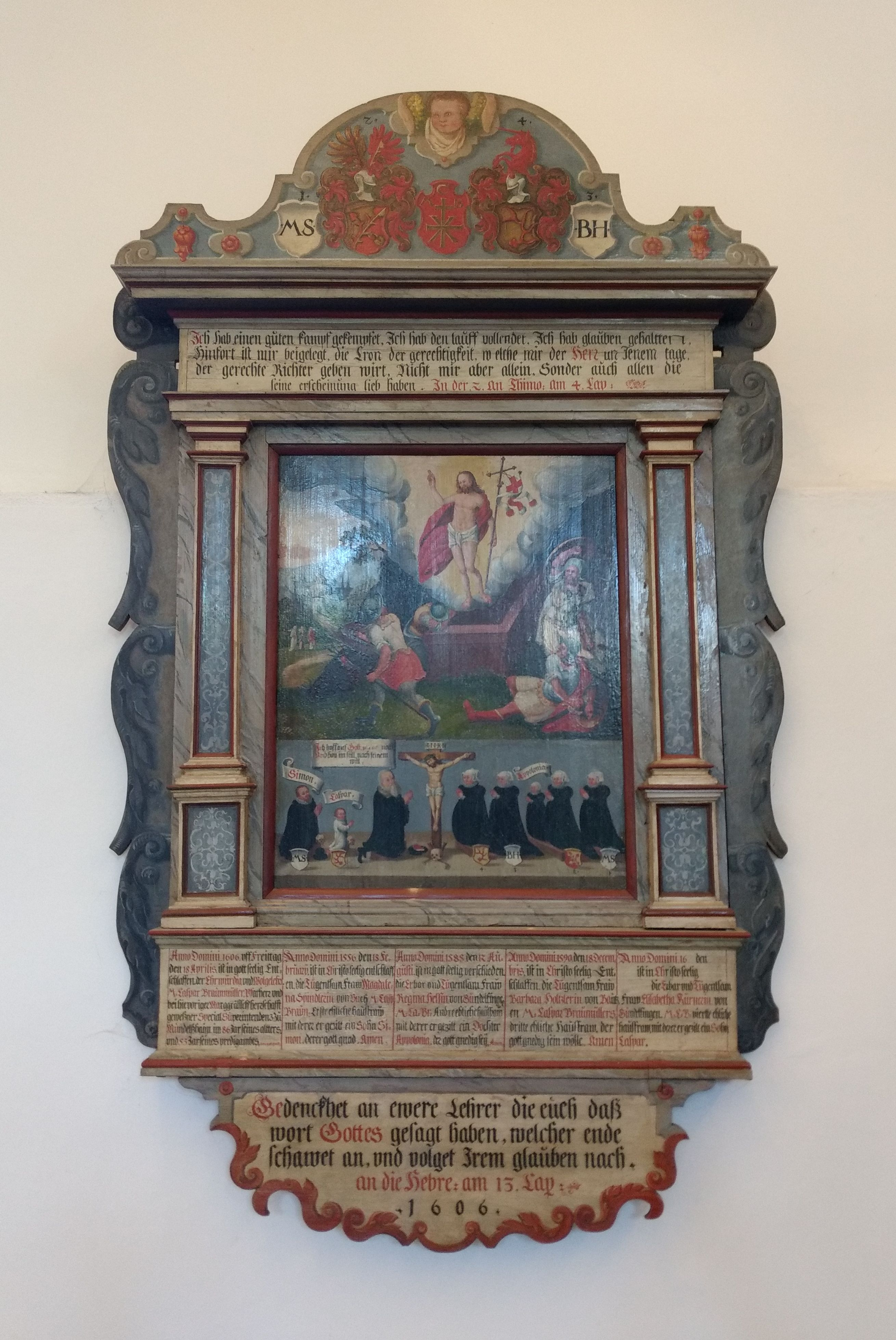
Epitaph von Caspar Braunmüller

An der Südwand des Kirchenschiffs erinnert ein Epitaph an den ersten reformatorischen Geistlichen in Mundelsheim: den „Ehrwürdigen und wohlgelehrten Magister Caspar Braunmüller, Pfarrherr und Spezialsuperintendent zu Mundelsheim“. Braunmüller wurde 1520 in Ulm geboren. Um das Jahr 1580 predigt er in Giengen an der Brenz, 1585 war er Dekan im damals badischen Besigheim. Nachdem diese Stelle eingespart wurde, bekam er die Dekanatsstelle in Mundelsheim.
In seine 19-jährige Amtszeit in Mundelsheim fiel die Erweiterung der Nikolauskapelle zur Ortskirche. Sein Wirkungsfeld ging aber schon damals weit über den Ort hinaus. Noch Ende des 17. Jahrhunderts wurde Braunmüller zusammen mit Johannes Brenz, Erhard Schnepf u. a. zu den wichtigen Reformatoren Württembergs gezählt.
Dieser Ruf wurde durch seine Predigttätigkeit und zahlreiche Schriften, von denen viele heute noch in Archiven einsehbar sind, begründet.
Er verstarb 1606 in Mundelsheim. Zum Andenken wurde ihm eine Gedenktafel gestiftet, die in der Nikolauskirche aufgehängt wurde.
Neben den Lebensdaten mahnt ein Bibelzitat aus dem Hebräerbrief (Heb 13,7 ) an sein Wirken.
Im Zuge der Sanierung der Nikolauskirche wurde das Epitaph 2011/2012 durch den Restaurator Rüdiger Widmann restauriert.

### Glocken
Das Geläut der Nikolauskirche umfasst vier Glocken, die hier absteigend nach ihrer Größe aufgeführt werden:
1. Betglocke: Die Betglocke wurde 1896 vom Königreich Württemberg anlässlich der 300-jährigen Zugehörigkeit Mundelsheims zu Württemberg (seit 1595) gestiftet. An Inschriften trägt sie neben einem Hinweis auf diese Stiftung trägt den Bibelvers „Herr unser Herrscher, wie herrlich ist dein Name in allen Landen.“ (Ps 8,2). Sie läutet um 6 Uhr (Morgengebet), um 12 Uhr (Mittagsgebet) und – je nach Jahreszeit – bei Eintritt der Dämmerung (Abendgebet). Außerdem läutet sie während des Vaterunsers im Gottesdienst und schlägt den zweiten Schlag der vollen Stunden.
2. Kreuzglocke: Sie stammt aus dem Jahr 1949 und trägt die Inschrift: „Herr Gott, dich loben wir. Herr Gott, wir danken dir. Dich, Vater, in Ewigkeit, ehrt die Welt weit und breit.“ Sie läutet um 6 Uhr (Morgengebet), um 12 Uhr (Mittagsgebet) und – je nach Jahreszeit – bei Eintritt der Dämmerung (Abendgebet). Die Kreuzglocke bezeichnet mit ihrem Läuten Stunden des Kreuzesleiden Jesu, um 11 Uhr den Einbruch der Finsternis und um 3 Uhr nachmittags die Todesstunde Jesu (Mt 27,46). Dieses Nachmittagsläuten bewahrt auch die Erinnerung an früher übliche Gottesdienste zur Vesper. Die Kreuzglocke gibt den ersten Schlag der vollen Stunden.
3. Zeichenglocke: Ebenfalls aus dem Jahr 1949. Inschrift: „Du König der Ehren, Jesu Christ, Gott Vaters ewger Sohn du bist; du hast zerstört dem Tod sein Macht und all Christen zum Himmel bracht.“ Die Zeichenglocke macht mit dem Vorläuten (jeweils eine Stunde und eine halbe Stunde vorher) auf Gottesdienste aufmerksam und gibt die Viertelstunden an.
4. Taufglocke: 1950 wurde sie als letzte Glocke installiert. Ihre Inschrift lautet: „Die ganze werte Christenheit rühmt dich auf Erden allezeit. Den heiligen Geist und Tröster wert mit rechtem Dienst sie lobt und ehrt.“ Sie läutet die Zeit einer Taufe im Gottesdienst an.

Die drei neuen Glocken tragen damit als Inschriften allesamt Strophen aus Martin Luthers großem Lobgesang (Tedeum, EKG Nr. 137) und erinnern mit ihren Widmungen an Vater, Sohn und Heiligen Geist an die Dreieinigkeit Gottes.

## Heutige Nutzung
Heute ist die Nikolauskirche immer noch die Pfarrkirche in Mundelsheim, in der im Wechsel mit der Kilianskirche regelmäßig Gottesdienste gefeiert werden.
Daneben wird die Kirche auch für Hochzeiten, Taufen und Konzerte genutzt.